# Hugh J. Kilpatrick
Hugh Judson Kilpatrick (født 14. januar 1836, død 4. december 1881) var en officer i Unionshæren under den amerikanske borgerkrig som opnåede rang af midlertidig generalmajor. Han var senere ambassadør i Chile og opstillet til Kongressen, uden dog at blive valgt.
Han havde tilnavnet "Kilcavalry" (dvs. "Kill-Cavalry" – dræb kavaleri) fordi han anvendte en taktik under slag, som blev anset for at være letsindig omgang med hans kavaleristers liv. Kilpatrick blev rost for de sejre han opnåede og hadet af de sydstatsfolk hvis hjem og byer han ødelagde.

## Tidlige år
Hugh Judson Kilpatrick, som i reglen blev kaldt Judson Kilpatrick, var det fjerde barn af oberst Simon Kilpatrick og Julia Wickham og blev født på familiens farm i Wantage Township nær Deckertown, New Jersey (nu Sussex Borough).

## Borgerkrigen
Kilpatrick tog eksamen fra West Point i 1861, lige efter krigens start og blev udnævnt til sekondløjtnant i 1st U.S. Artillery. Få dage senere blev han kaptajn i 5th New York Infantry.
Kilpatrick var den først officer i Unionshæren, som blev såret i krigen. Han blev ramt i låret af skrå mens han førte et kompagni i slaget ved Big Bethel, 10. juni 1861. Den 25. september var han blevet oberstløjtnant, nu i 2nd New York Cavalry, som han hjalp til med at opstille, og det var den beredne våbengren som bragte ham berømmelse og berygtelse.
De første opgaver var stille for oberstløjtnant Kilpatrick, som gjorde tjeneste i stabsjob og i mindre kavaleritræfninger. Det ændrede sig i Andet slag ved Bull Run i august 1862. Han raidede Virginia Central Railroad i begyndelsen af kampagnen og beordrede et tåbeligt kavaleriangreb på den første aften i slaget, hvilket kostede en hel eksadron tropper. Ikke desto mindre blev han forfremmet til oberst den 6. december.
Kilpatrick var aggressiv, frygtløs, ambitiøs og en bulderbasse. Selv om han var midt i tyverne var han en mester i at bruge politisk indflydelse til at komme fremad. Hans mænd havde ikke meget til overs for hans manerer og hans villighed til at udmatte mænd og heste samt til at beordre selvmorderiske angreb. (De riflede geværer, som blev introduceret i 1850-erne gjorde de traditionelle kavaleriangreb forældede. Kavaleriets rolle sank til at handle om afskærmning, gennemførelse af raids og rekognoscering.) Det almindligt anvendte øgenavn for Kilpatrick var "Kill Cavalry". Han havde også et dårligt ry blandt andre i hæren. Hans lejre var dårligt ledede, og blev ofte besøgt af prostituerede – der ofte kom til Kilpatrick selv. Han blev fængslet i 1862 efter anklager om korruption, salg af kontrabande for personlig vinding. Han blev fængslet igen for en druktur i Washington, D.C., og for angiveligt at have modtaget bestikkelse ved anskaffelse af heste til hans enhed.
I februar 1863 skabte generalmajor Joseph Hooker et kavalerikorps i Army of the Potomac, som kom under kommando af generalmajor George Stoneman. Kilpatrick overtog kommandoen over 1st brigade i 2nd division. I slaget ved Chancellorsville i maj, blev Stoneman's kavaleri beordret til at trænge dybt ind bag general Robert E. Lee's hær og ødelægge jernbaner og forsyninger. Kilpatrick gjorde netop dette, med velbehag. Selv om kavalerikorpset ikke distraherede Lee som planlagt, opnåede Kilpatrick berømmelse ved aggressivt at erobre vogne, brænde broer og ride rundt om Lee, næsten til udkanten af Richmond.

### Gettysburg kampagnen
I begyndelsen af Gettysburg kampagnen, den 9. juni 1863, kæmpede Kilpatrick i slaget ved Brandy Station, det største kavalerislag i krigen. Han blev forfremmet til brigadegeneral den 13. juni. Dernæst kæmpede han i slaget ved Aldie og slaget ved Upperville og overtog kommandoen over divisionen tre dage inden starten på slaget ved Gettysburg. Den 30. juni stødte han kort sammen med J.E.B. Stuart's kavaleri ved Hanover, Pennsylvania og fortsatte derefter med at jage skygger i sin forfølgelse af Stuart i stedet for at opfylde sin opgave, som bestod i at indsamle information.
På 2. dagen af slaget ved Gettysburg, 2. juli 1863, havde Kilpatricks division forpostfægtninger med Wade Hampton III 8 km nordøst for byen i Slaget ved Hunterstown.
Dernæst slog han sig ned for natten i sydøst ved Two Taverns. En af hans berømte brigadechefer, brigadegeneral George A. Custer, blev beordret til at slutte sig til brigadegeneral David McM. Gregg's division inden næste dags kamp mod Stuart's kavaleri øst for byen så Kilpatrick havde kun en brigade tilbage. Den 3. juli, efter Pickett's angreb, blev han af hærens øverstkommanderende generalmajor George G. Meade og kavalerikorpsets chef Alfred Pleasonton beordret til at iværksætte et kavaleriangreb på infanteristillingerne tilhørende generalløjtnant James Longstreet's Korps på de konfødereredes højre flanke. Brigadegeneral Elon J. Farnsworth, protesterede mod håbløsheden i et sådant angreb. Kilpatrick satte grundlæggende spørgsmålstegn ved hans mod og udfordrede ham efter sigende til at angribe: "Så, ved Gud, hvis De er bange for at angribe, så vil jeg selv lede angrebet". Farnsworth adlød tøvende ordren. Han blev dræbt under angrebet og hans brigade led betydelige tab.
Kilpatrick og resten af kavaleriet forfulgte og generede Lee under hans retræte til Virginia. Samme efterår deltog Kilpatrick i en ekspedition som ødelagde de konfødererede kanonbåde Satellite og Reliance på Rappahannockfloden, bordede dem og tog besætningerne til fange.

### Dahlgrenaffæren
Lige inden starten på generalløjtnant Ulysses S. Grant's Overland kampagne i foråret 1864, gennemførte Kilpatrick et raid mod Richmond og gennem Virginia halvøen, i håb om at redde Unionsfanger som tilbageholdtes i Belle Isle og i Libby Prison. Han forårsagede store ødelæggelser og havde mange træfninger med fjenden, men nåede ikke sine egentlige mål. En af hans brigadechefer oberst Ulric Dahlgren, søn af kontreadmiral John Adolph Dalhgren, blev dræbt undervejs. "Kilpatrick-Dahlgren" ekspeditionen var en sådan fiasko at Kilpatrick ikke længere var velkommen i det østlige operationsområde. Han blev forflyttet vestpå for at kommandere 3. Division i Kavalerikorpset i Army of the Cumberland, under generalmajor William Tecumseh Sherman.

### Afsluttende kampagner gennem Georgia og Carolinaerne
I 1864 opsummerede Sherman Judson Kilpatrick på følgende måde: "Jeg ved at Kilpatrick er et fordømt fjols, men det er netop sådan en mand jeg ønsker mig til at lede mit kavaleri på denne ekspedition."
Fra maj 1864 deltog Kilpatrick i Atlanta kampagnen. Den 13. maj blev han alvorligt såret i låret i slaget ved Resaca og hans kvæstelser holdt ham væk fra felten indtil slutningen af juli. Han havde betydelig succes med at raide bag de konfødereredes linjer og ødelægge jernbanelinier, og en gang lod han sin division ride hele vejen rundt om fjendens stillinger ved Atlanta.
Kilpatrick fortsatte med Sherman under dennes Shermans march til havet til Savannah og nord på gennem Carolina kampagnen. Han nød at ødelægge sydstatsejendom. Ved to lejligheder forrådte hans brutale personlige instinkter ham: konfødereret kavaleri under ledelse af generalmajor Wade Hampton gennemførte et raid på hans lejr mens han var i seng med en ung kvinde fra sydstaterne, som han havde mødt mens han passerede Columbia, og i Slaget ved Monroe's Crossroads blev han tvunget til at flygte for sit liv i sit undertøj indtil hans tropper kunne samles. Kilpatrick ledsagede generalmajor William T. Sherman ved overgivelsesforhandlingerne på Bennett Place nær Durham i North Carolina den 17. april 1865.
Senere havde Kilpatrick kommandoen over en kavaleridivision i Militærområdet Mississippi fra april til juni 1865, og blev forfremmet til generalmajor i den frivillige hær den 18. juni 1865.

## Senere liv
Kilpatrick blev aktiv i politik som Republikaner og i 1880 opstillede han til Kongressen i New Jersey, dog uden at blive valgt.
I 1865 blev Kilpatrick udpeget til ambassadør i Chile af præsident Andrew Johnson og han fortsatte i dette embede under præsident Grant. Som amerikansk ambassadør i Chile var han involveret i et forsøg på at mægle mellem parterne Krigen om Chinchaøerne efter Bombardementet af Valparaiso i 1866. Forsøget mislykkedes da hovedkravet fra den spanske admiral Méndez Núñez var tilbageleveringen af den erobrede Covadonga. Kilpatrick bad den amerikanske flådekommandør John Rodgers om at forsvare havnen og angribe den spanske flåde. Admiral Méndez Núñez's berømte svar var: "Jeg vil være tvunget til at sænke de amerikanske skibe, for selv hvis jeg kun har et skib tilbage vil jeg fortsætte bombardementet. Spanien, dronningen og jeg foretrækker ære uden skibe frem for skibe uden ære."
Kilpatrick blev tilbagekaldt i 1870. Udpegningen i 1865 lader til at have været en del af en politisk studehandel. Kilpatrick havde været kandidat ved nomineringen af en Republikansk kandidat til guvernørposten i New Jersey men tabte til Marcus Ward. På grund af hans indsats for at hjælpe Ward blev Kilpatrick belønnet med posten i Chile. Som følge af at Grants regering kaldte ham tilbage støttede Kilpatrick Horace Greeley ved præsidentvalget i 1872. I 1876 vendte Kilpatrick tilbage til Republikanerne og støttede Rutherford B. Hayes ved præsidentvalget.
I Chile giftede han sig med sin anden kone, Luisa Fernandez de Valdivieso, et medlem af en velhavende familie af spansk oprindelse, som var emigreret til Sydamerika i det 17. århundrede. Kunstneren og den prominente person Gloria Vanderbilt (født 1924) er Hugh Judson Kilpatrick's oldebarn.
I marts 1881, som anerkendelse af Kilpatrick's tjenester for Republikanerne i New Jersey og som en trøstpræmie for hans nederlag i valget til Repræsentanternes Hus udpegede præsident James Garfield igen Kilpatrick til ambassadør i Chile, hvor han døde kort efter sin ankomst til den chilenske hovedstad Santiago. Hans jordiske rester blev returneret til USA i 1887 og blev bisat på West Point Cemetery.
Kilpatrick var forfatter af to skuespil: Allatoona: An Historical and Military Drama in Five Acts (1875) og The Blue and the Gray: Or, War is Hell (posthumt, 1930).

## Eksterne links
- Gettysburg Discussion Group research article Arkiveret 27. september 2007 hos  Wayback Machine